# Zawale (Tarnów)
Zawale – historyczna część miasta Tarnów, położona tuż na północ od tarnowskiej starówki. Rozpościera się w rejonie ul. Brodzińskiego (do 1891 jako Ustronna).
28 kwietnia 1798 r. cesarz Franciszek II nadał miastu Tarnów nowy przywilej, w którym m.in. określono ustrój władz miejskich, zatwierdzono posiadłości mieszczan tarnowskich i stan posiadania miasta oraz jego herb. Nadano miastu prawo propinacji oraz prawo organizowania czterech jarmarków rocznie. Magistrat zobowiązano do zapewnienia stacjonującym w Tarnowie oddziałom austriackim kwater i niezbędnych obiektów. W tym celu zakupiono od Funduszu Religijnego grunty pokościelnych folwarków Zawale, Dyksonówka, Kantoria i Dąbrówka Infułacka.
Zawale włączono do Tarnowa w 1805 roku. Gmina jednostkowa Zawale Vorstadt przetrwała znacznie dłużej.